# Neo-Geo
Neo-Geo es el nombre de un sistema de 16 bits basado en cartuchos para arcades así como videoconsolas para el hogar lanzado en 1990 por la compañía de videojuegos japonesa SNK (renombrado temporalmente a SNK Playmore). La tecnología del sistema ofrecía unos gráficos 2D, y una calidad de sonido muy superiores a la que ofrecían otros sistemas caseros de su época. En un principio el sistema Neo-Geo se creó como plataforma para máquinas recreativas, más tarde también estaba disponible como videoconsola doméstica a un precio demasiado elevado para muchos, 700 dólares, dando lugar así a dos versiones del sistema: el sistema arcade, MVS, siglas de Multi Video System (Sistema Multi Video), y el sistema doméstico, AES, siglas de Advanced Entertainment System (Sistema Avanzado de Entretenimiento).
Juegos populares como Fatal Fury, Samurai Shodown, Metal Slug y KOF se publicaron y formaron parte de este sistema.
Es considerada como unos de los sistemas de videojuegos con mayor vida útil en el mercado, 7 años de producción de hardware y 14 años de ventas de software. Varios títulos que han sido parte del sistema han mantenido presencia comercial, gracias a la portabilidad, conversión y publicación de sus videojuegos en consolas de generación más actuales y en dispositivos móviles. Fue colocado en el lugar 19 de los 25 mejores consolas de videojuegos de todos los tiempos por el sitio web IGN en 2009.

## Historia
En los años 1980, el negocio de los videojuegos ya estaba en un gran apogeo, sobre todo en el mercado de las máquinas de arcade. Con el tiempo innumerables compañías sacaban una infinidad de títulos, lo que conllevó a generar algunos problemas, las máquinas de arcade ocupaban cierto espacio en los salones recreativos y con el tiempo, para manejar la rentabilidad de esos lugares, se tenía que cambiar el juego por uno más moderno; en consecuencia, realizar este tipo de cambios era un proceso caro y difícil, ya que se tenía que cambiar todo el mueble completo o en ocasiones sólo la placa donde se contenía dicho juego.
A finales de esa década la compañía SNK, ya posicionada por años en la industria de los videojuegos, estaba implementando un nuevo sistema que fuera capaz de sacar provecho de ese problema; para eso, por primera vez en su historia, se asocia con una compañía llamada Alpha Denshi (ADK en sus últimos años de existencia), destacada por años en el mercado de arcade de aquella época, la cual había creado ya una placa base recreativa de mucho éxito, la Alpha68k, lo que se puede considerar la precursora de lo que sería ese nuevo sistema, la Neo-Geo.
Después de un tiempo de desarrollo, se empezó a dar forma a lo que sería el producto final: el sistema debía consistir en una placa base en la que se pudieran conectar un número determinado de cartuchos, para así ahorrar espacio en los salones recreativos y que el cliente pudiese pedir más juegos a la compañía teniendo los mismos metros cuadrados de salón. Por otra parte, el hardware debía ser más potente que la competencia porque esta característica de intercambiar llevaría aparejado que la placa debía quedarse dentro del mueble un largo periodo de tiempo, y -no como iba siendo habitual- (e inevitable), junto con cada nuevo juego.
El sistema Neo-Geo fue lanzado en Japón el 31 de enero de 1990. Usaba dos CPUs: un Motorola 68000 de 16-bits como procesador principal a 12 MHz y otro de 8 bits ZiLOGZ-80A que funcionaba a 4 MHz. La CPU principal del sistema era un 50% más rápida que el procesador 68000 encontrado en la consola Mega Drive/Génesis de Sega. La Neo-Geo AES también tenía el beneficio de tener un circuito integrado auxiliar de audio y video. El circuito integrado auxiliar permitía al sistema mostrar 4096 colores y 380 sprites individuales en pantalla simultáneamente (comparada con los 64 colores simultáneos y 80 sprites individuales de la MegaDrive), mientras que el chip de sonido 2610 de Yamaha le dio al sistema 15 canales de sonido con calidad de CD con siete canales para efectos de sonido digitales.

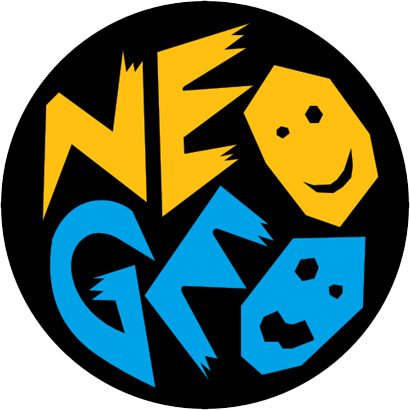
Logo del sistema de videojuegos Neo-Geo.

Para su lanzamiento, se planeó poner la consola a $599 USD, 48 880 yenes en Japón, incluyendo dos joysticks y un juego (Baseball Stars o NAM-1975). Sin embargo, este plan fue rápidamente descartado, ya que el lanzamiento estadounidense oficial tuvo el precio de $649,99 USD con dos joysticks, una tarjeta de memoria y el juego Magician Lord (las primeras cajas de las Neo-Geo tenían un etiqueta adhesiva dorada anunciando la inclusión del Magician Lord, sobre el plan inicial que era elegir entre dos juegos). Este paquete fue conocido como el "Sistema Dorado" (Golden System). El sistema también fue lanzado en un pack "Sistema plateado" (SilverSystem), que incluía un joystick aunque no añadía juegos o una tarjeta de memoria. Los juegos costaban $200 o más cada uno, en el arcade completo costaría alrededor de más del doble de la consola. Con estos precios "premium", la compañía pensaba que la mayoría de los aficionados a los juegos no podían pagar el sistema y por consecuencia, se planteó que fuera accesible solamente a un pequeño mercado rentable de alquiler; por esta razón, en el catálogo inicial de los juegos rezaba el mensaje: “This product can only be use on the NEO GEO Rental System”. Aún sin importar eso, había numerosos clientes que pagarían por tener la consola, incluso por 650 dólares o más, es entonces cuando SNK replanteó sus planes de venta y decidió ponerlo a la venta a todo el público un año después de su lanzamiento.
En cuanto a la gráfica y la capacidad de memoria de los juegos, éstas incrementaban con el paso del tiempo, los primeros juegos quedaban algo “flojos” en comparación a los nuevos juegos que salían a la venta. En 1992 el sistema, tanto el arcade como la consola, contaba con más 30 juegos disponibles (véase en la lista de juegos) de diferentes géneros, principalmente de lucha. Juegos como Fatal Fury, Art of Fighting, 2020 Super Baseball, Baseball Stars 2, Football Frenzy, King of the Monsters 2: The Next Thing, Samurai Shodown demostraban esas mejoras en cuanto a jugabilidad y gráfica.
Para 1993 el panorama de los videojuegos cambio considerablemente y empezaba poco a poco a dominar la “revolución poligonal”, traída de compañías como Sega y Namco. Durante ese año ya había algunas compañías ofreciendo nuevos sistemas basados en gráficos poligonales renderizados en 3D, este cambio mucho en la percepción de los jugadores de sistemas recreativas y de consolas de videojuegos. Por otro lado algunas compañías optaban por cambiar el formato de juegos en cartuchos por una más nueva y económica: el disco compacto CD. Sin embargo, SNK seguía ofreciendo todavía con éxito su sistema Neo Geo y sacó al mercado una reedición de la consola en formato CD, la Neo Geo CD en 1994, que permitía al jugador poder disfrutar de los mismos juegos que los de la AES, pero sin tener que pagar el alto precio de sus cartuchos, ya que el CD era mucho más barato de producir. Sin embargo el nuevo sistema no destacó debido a la salida de sistemas más potentes de 32 bits con gráficos en 3D como la Saturn de Sega y el PlayStation de Sony, y otras razones eran porque seguía siendo caro y dedicado a ser únicamente a gráficos en 2D.
En 1996 se empieza a lanzar juegos o conversiones del sistema de Neo Geo para las consolas Saturn y PlayStation, estas conversiones no eran perfectas y presentaban algunos detalles en algunos títulos publicados. En ese año se lanza al mercado el juego Metal Slug parte de lo que sería una serie de juegos que acompañaría de manera importante al sistema hasta los últimos años de existencia, acompañado también de la saga de juego de pelea KOF.
Con la oportunidad de entrar al mercado de videojuegos en 3D, en 1997 lanza al mercado de lo que sería el sucesor del Neo Geo, con capacidad para mostrar gráficos en 3D, el Hyper Neo Geo 64, aunque se le consideró otro fracaso por parte de la compañía que, de alguna manera, muchos jugadores y seguidores de la SNK preferían jugar las versiones en 2D, aunque los juegos se veían muy bien acabados no logró convencer de alguna manera a los consumidores. Además, Namco y Sega tenían un hardware superior para máquinas recreativas y un catálogo mayor de juegos tridimensionales para escoger. El sistema se descontinuó en 1999, publicándose únicamente 7 títulos, de manera que tuvo que continuar publicando juegos para la Neo Geo.
SNK dejó de fabricar las videoconsolas para el hogar a finales de 1997, pero el software para ambos formatos y el hardware para máquinas recreativas fue producido durante varios años más (en los juegos en formato CD se dejaron de producir en 1999).
En 1998 lanza al mercado una consola portátil, la Neo Geo Pocket, pensada para rivalizar con la GameBoy de Nintendo, dominadora absoluta, desde hace muchos años, del sector portátil. Fue lanzada en Japón el 27 de octubre de 1998, y se siguió produciendo hasta 1999, para luego dar paso a la Neo Geo Pocket Color debido fundamentalmente a las bajas ventas del sistema monocromo. Lo que destacaba de esos sistemas fue la larga duración de baterías de hasta 40 horas y algunas funciones incorporadas. Aun así se le consideró otro fracaso comercial y finalmente, el 13 de junio de 2000, la compañía anuncia el cese de la producción de consolas NGPC y de software para dicho soporte.
Hasta el 2000, el sistema Neo-Geo seguía publicando juegos ya entrando a la generación de los 128 bits, lamentablemente los fracasos comerciales que había tenido anteriormente como compañía provocó que estuviera a borde de la quiebra, esto hizo que firmara un contrato con la compañía nipona Aruze (compañía especializada en juegos pachinko, el equivalente a las tragaperras occidentales) para obtener un plan de rescate por la cual ésta se encargaría de sus cuantiosas deudas a cambio de obtener las licencias de sus franquicias y así poder adornar las máquinas de pachinko con detalles de Fatal Fury, KOF y otros juegos de la compañía.
Lamentablemente la situación no mejoró, Aruze no apoyo a la SNK como se debía de ser para solo dejar de ver sus verdaderas intenciones: utilizar solo las licencias de SNK y dejar a la suerte a la compañía sin darle algún apoyo económico que tenía contemplado, dando como consecuencia la cancelación de varios títulos en desarrollo, ejemplo de esto fue la secuela aún en desarrollo de Garou: MOTW. La producción de nuevos juegos para el sistema veterano había disminuido drásticamente (Véase en la lista de juegos) hasta que la compañía SNK se declaró oficialmente en bancarrota el 22 de octubre de 2001. Debido a este panorama, el fundador de la compañía Eikichi Kawasaki, dimitió para formar otra compañía, Brezzasoft. Dicha empresa en lugar de continuar produciendo nuevos títulos para la NG, se creó su otro sistema, la Crystal System.
Tiempo después, en algún momento de 2001, el mismo Eikichi Kawasaki creó la compañía Playmore, que absorbería Brezzasoft, y a partir de ahí empezaron las negociaciones con compañías coreanas como Eolith o Mega Enterprise, para proporcionar apoyo en futuros proyectos nuevamente para la Neo-Geo de la cual vio a luz a la publicación de 2 títulos: The King of Fighters 2001 y Metal Slug 4 respectivamente. Noise Factory por su parte, la desarrolladora japonesa crea Sengoku 3, con jugabilidad nunca antes visto en los títulos anteriores de esta franquicia y pública otros títulos bajo las licencias de Evoga y Atlus (aunque el primero se unió anteriormente con 8ing/Raizing): Power Instinct Matrimelee y Rage of the Dragons 3. Eolith nuevamente continuaría empleando una nueva entrega de la saga KOF, The King of Fighters 2002, de gran calidad y basado por completo en el trabajo de la original SNK.
El continuo apoyo y uso del sistema con más de una década en comercialización contraería otros problemas que lo condenaría por siempre, la piratería. La popularidad del Internet trajo consigo la facilidad de hackeo de diferentes sistemas de arcade incluyendo las producidas por la SNK. Originalmente, no existía ningún tipo de protección de copia en los cartuchos del sistema, aunque fue agregado posteriormente. En 2002 se popularizaban los programas que simulaban los sistemas de arcade y consolas de videojuegos para ejecutarlos en ordenadores llamado emulador, programas como MAME o NeoRAGEx hacen dichas emulaciones del sistema Neo-Geo; con esto hay que entender que para que se logren emular dicho juego (llamados Rom en las emulaciones) se logró extraer la información de esos juegos de las memorias Rom de los cartuchos, burlándose de la protección del sistema, por lo cual, esto agravó la piratería de los cartuchos del sistema de ambos formatos, un ejemplo de ello, es que a los pocos días del lanzamiento del The King of Fighters 2003, este ya estaba emulado y listo para ser descargado y jugado en cualquier PC o para ser portado y vendido en cartuchos piratas. Finalmente, y acosada sin remedio por dicha piratería, se deja de crear nuevos juegos para el sistema en el 2004. El último juego del sistema Neo-Geo, Samurai Shodown V Special, fue lanzado el 22 de abril de 2004.
Desde esos años, la compañía paso de la etapa de quiebra a resurgimiento, las compañías que había creado Eikichi Kawasaki para el rescate de este, se fusionarían para crear la SNK Playmore, después en 2004 ganaría la contienda de demanda a la compañía Aruze por daños y perjuicios, la cual pago a la SNK, la cifra de 5640 millones de yenes, unos 47 millones de euros. Finalmente después de ese largo proceso de renacimiento, la compañía anunció que seguiría produciendo juegos para arcade ahora bajo la placa Atomiswave de Sammy. Tiempo después lo haría para la serie de placas Taito Type X.
El 31 de agosto de 2007, SNK dejó de ofrecer el mantenimiento y las reparaciones de consolas Neo Geo y de sus juegos.
Al iniciar el año 2012, la misma empresa anuncio la venta de una versión portátil del sistema basado en la versión hogareña, la Neo Geo X. Dicha consola en aspecto de hardware es muy superior a la Neo-Geo original, pero ya que se trata de un emulador (FB Alpha), ejecutándose en un Linux, los resultados no siempre son lo esperado. El sistema Neo Geo X viene con juegos de la Neo-Geo AES grabados en memoria, y se pueden adquirir packs con otros juegos comercializados en una tarjeta SD. La fecha de comercialización de la consola terminó el 2 de octubre de 2013 debido a que TOMMO Inc. no cumple con lo prometido con SNK y adicionalmente ofrecía una emulación pobre.
Desde su comercialización e introducción del hardware al mercado, más de dos décadas, con catorce años de soporte al sistema Neo-Geo por parte del fabricante, lo convierte en el sistema arcade de mayor duración en producción, inclusive más que el Sega Naomi o el Capcom Play System 2.

## Aspectos técnicos

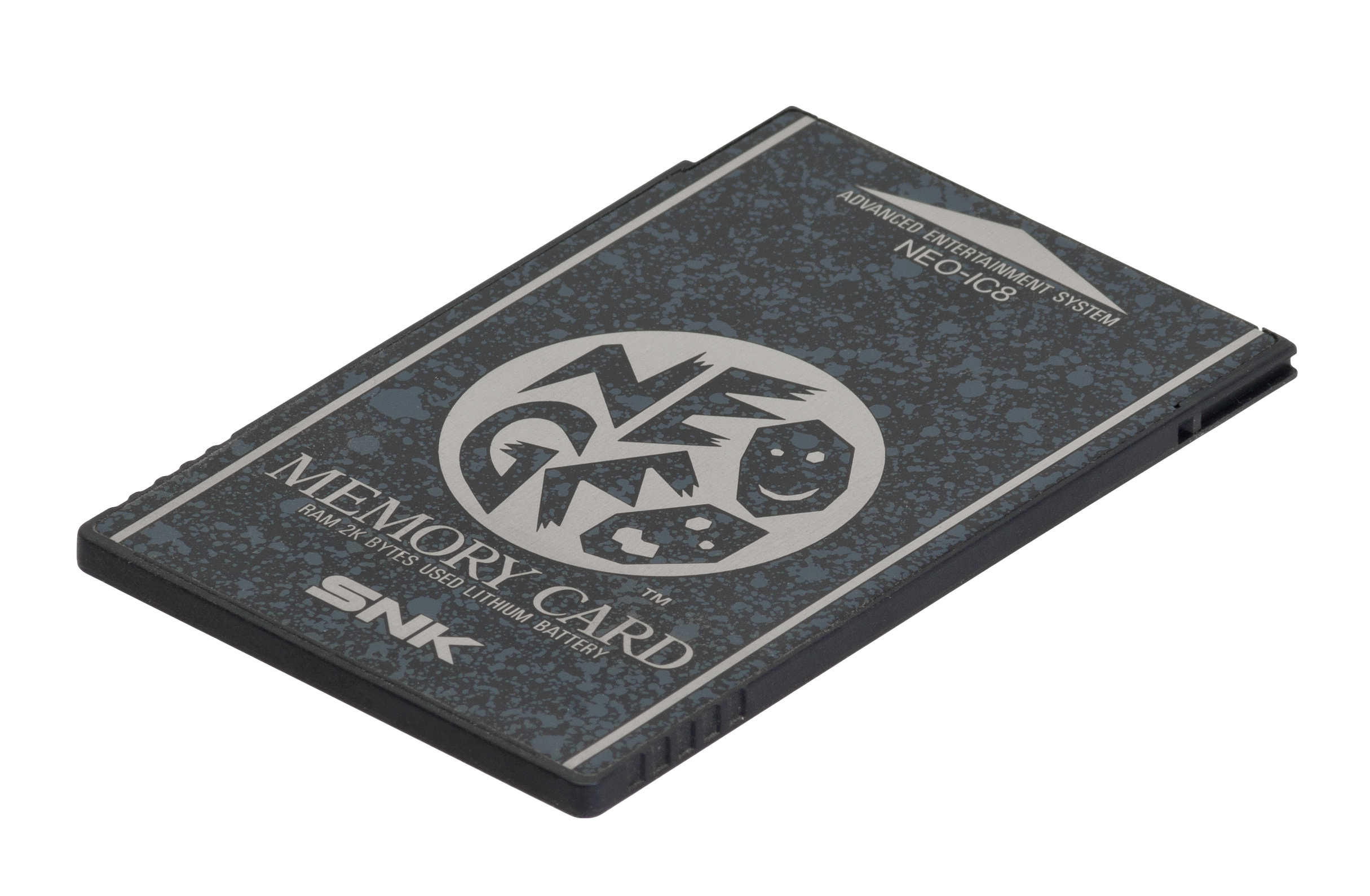
Tarjeta de memoria para el sistema Neo-Geo.

Los joystick de la videoconsola Neo-Geo tiene 6,4 cm de alto, y su base tiene una medida de 28 por 20,3 cm, y contienen la misma disposición de cuatro botones de la máquina recreativa.
Las máquinas recreativas poseían un sistema de tarjeta de memoria por el cual el jugador podía guardar el juego para retomarlo posteriormente, de modo que podía continuar jugando en la videoconsola en casa.
La versión del hardware para máquinas recreativas, era también conocida como "MVS", acrónimo de Multi Video System (estaba disponible en versiones de hasta 6 ranuras, MVS esta última capaz de cargar seis cartuchos en una misma máquina). Una variante de la placa llamada MV-0 solo se usó con juegos retirados como SVCCHAOS o como The King of Fighters 2003 y estos venían incorporados a la placa misma. Por otro lado, el sistema de videoconsola era conocido como "AES", acrónimo de Advanced Entertainment System (probablemente para distinguirla de la Nintendo Entertainment System, la consola que dominaba el mercado en esa época).
En algunos juegos, vienen con la opción de cambiar el idioma, incluso al español. Solo el operador basta con acceder al modo de servicio (activando DIP SW-01), entrar a las configuraciones del juego "Setting up the soft dip" después seleccionar el slot del juego insertado en el arcade y cambiar el idioma en la opción "LENGUAJE" (disponible solo en ciertos juegos y en todas las placas europeas, pero algunos juegos también en placas de otras regiones). En caso de la consola AES, es posible ajustar el idioma en el menú de opciones de cada juego, si es que hay. Hay que mencionar que esta opción solo cambia el idioma en algunos textos de la pantalla y no todo el juego en general, por defecto aquellas sin traducir aparecerán en inglés o en el idioma de origen (japonés). Otro interruptor DIP encontrado en la placa MVS corresponde a FREE PLAY, en donde se activa cuando ocurre ciertos eventos (un torneo por ejemplo), permitiendo a los jugadores jugar sin insertar fichas físicas. También dentro del modo de servicio se le puede cambiar el número de créditos (solo si se elige la placa misma en "soft dip"), número de vidas e incluso la opción de quitar o censurar la violencia de algunos juegos. No se olvide de apagar el DIP SW-01 antes de arrancar juegos insertados en la placa.

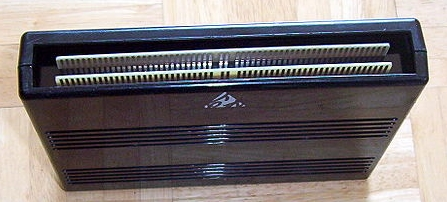
Vista previa de un cartucho Neo-Geo, en su versión para máquinas recreativas MVS.

El código de programación es el mismo en el MVS y en el hardware AES. De hecho, los propietarios pueden portar las EPROMs de un sistema a otro, y el juego seguiría funcionando. Las especificaciones para las opciones del programa tanto del MVS como del AES estaban contenidas en cada cartucho de juego, ya sea que los cartuchos estuvieran destinados para uso en el hogar o para máquinas recreativas. Sin embargo, los cartuchos de la versión para recreativas y para el hogar poseían un pinout diferente. Eran diseñados de esta manera para evitar que los operadores de máquinas recreativas compraran los cartuchos para el hogar a precios más económicos y de esa forma utilizarlos en sus máquinas.
En caso de Neo-Geo mini, lanzado el 24 de julio de 2018 en Japón, la apariencia es similar a una arcade, incluye una pantalla de 3,5" a 640x480 y controles incorporados pero para un solo jugador, un puerto USB para energizar la consola y un puerto mini-HDMI (cable se vende por separado) para conectar a los televisores HD. Además, cuenta con una ranura para auriculares y dos ranuras para conectar los controles de Neo-Geo CD (se vende por separado) cuyos puertos también fueron modificados. Los juegos incorporados solo se ejecutan en su versión AES en vez de la placa MVS y cada uno cuenta con hasta 4 ranuras para guardar los datos. La versión japonesa incluye 40 juegos e interfaz seleccionable en japonés, inglés, chino y coreano. La versión internacional solo cuenta con 14 títulos cambiados, pero puede incluir más idiomas.

### Tamaño de las ROMS y pantallas de inicio
Existen 3 tamaños de cartuchos y 3 tipos de pantalla:
- Los juegos de hasta 330 megabits (39,27 MB) muestran el texto "MAX 330 MEGA - PRO GEAR SPEC" al cargar.
- Adicionalmente, algunos juegos de 100 megabits exhibían otra pantalla animada que mostraba el texto: "The 100 Mega Shock".
- Desde mediados de 1998, el tamaño original de las ROM fue mejorado en los cartuchos mediante la tecnología de conmutación de bancos de memoria, incrementando el tamaño máximo por cartucho hasta 1 gigabit (128 MB) y muestran el texto "GIGA POWER - PRO GEAR SPEC" al cargar. Dicho texto no aparece en juegos que provienen de placas MV-0.

## Especificaciones técnicas

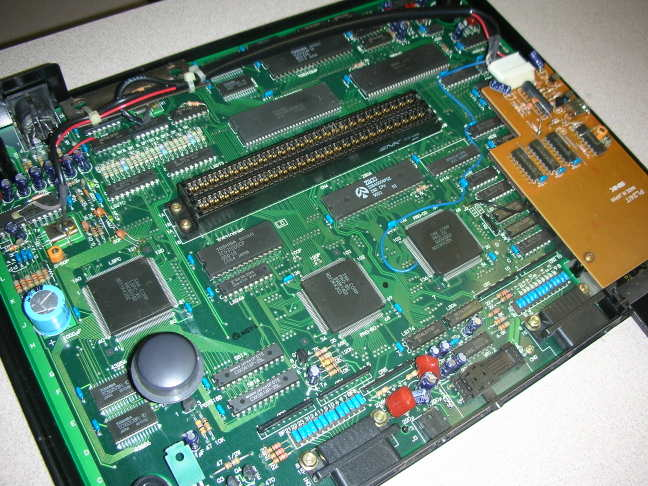
Placa base del sistema Neo-Geo en su versión hogareña AES.

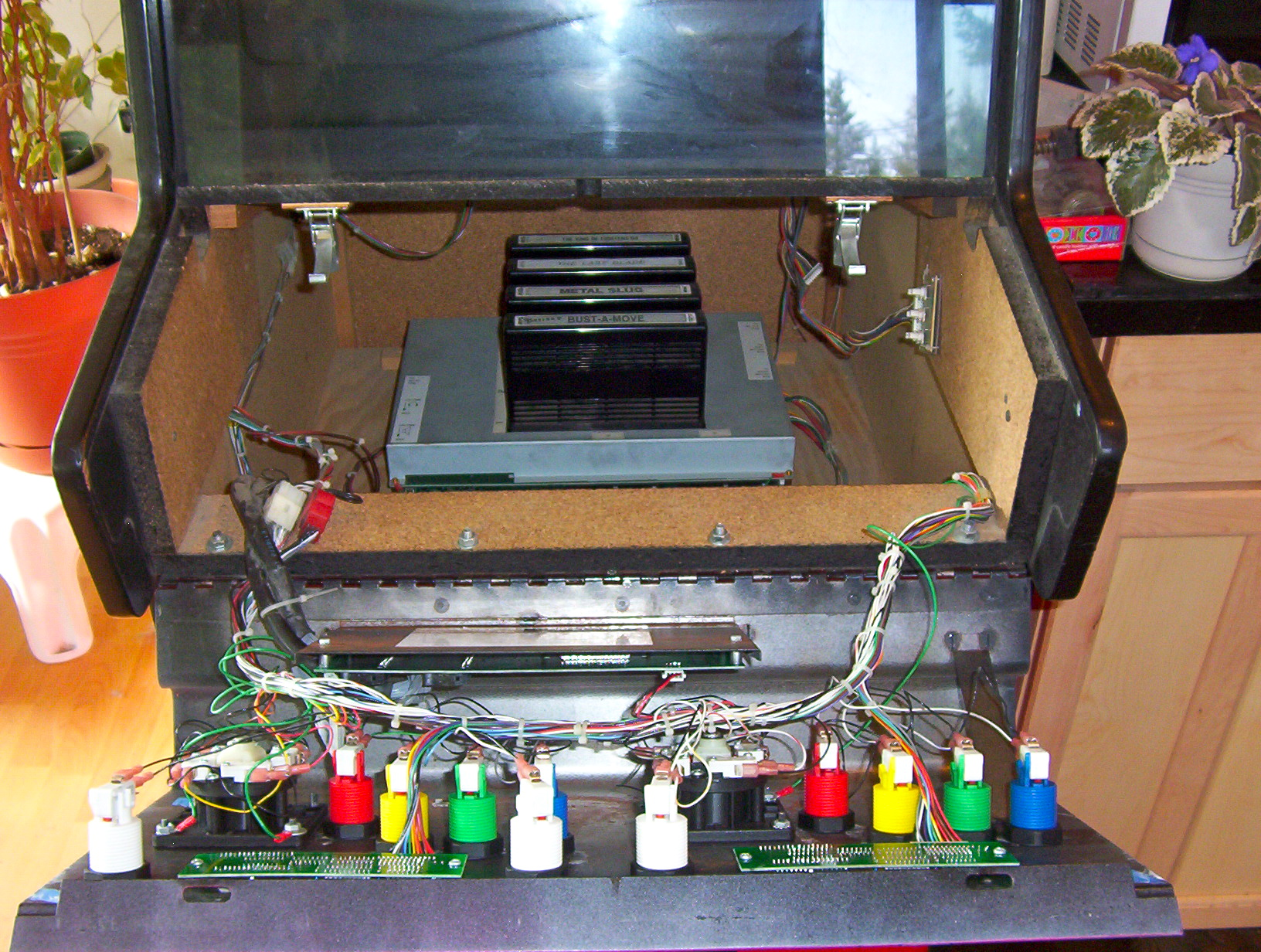
Dentro de una máquina recreativa Neo-Geo MVS con su placa base de 4 cartuchos y sus controles.

### CPU
- Procesador central o principal: Motorola 68000 (12 MHz)[6][7]
- Coprocesador: Zilog Z80 (4 MHz)[6][7]

### Sonido
El sistema en general utiliza el chip de sonido Yamaha YM2610, de 15 canales de sonido. Respectivamente el chip puede generar 4 tipos de sonidos diferentes: audio digital ADPCM, síntesis FM, sonidos PSG y ruido. Funciona en conjunto con el chip Yamaha YM3016 para la conversión de los sonidos digital a analógico (únicamente en el sonido ADPCM y FM, los sonidos PSG y el ruido se genera directamente en analógico), utilizado para la salida de audio final.
Aspectos generales:
- 7 canales digitales ADPCM, de la cual funciona en dos conjuntos de muestras: ADPCM-A de 6 canales, 12 bits de profundidad de audio y reproducción a 18.5kHz, y el ADPCM-B de 1 canal, 16-bit de profundidad de audio y reproducción variable de 1.85 a 55.5kHz (programable)[17]
- 4 canales de síntesis de FM (síntesis por modulación de frecuencias), cuatro operadores por canal[6]
- 3 canales PSG[6]
- 1 canal de ruido programable[6]
- RAM del sonido: 128 KB[6][7]

### Display
La unidad de procesamiento gráfico del sistema (GPU) consta de algunos chips o circuitos personalizados para la generación de imagen, vídeo y gráficos, los circuitos empleados han sido modificados para adaptarse en algunos modelos y versiones del sistema sin afectar sus funciones.

#### Sistema MVS
- PRO-B0, PRO-C0, LSPC-A0 (empleado en los primeros modelos)[18][19]
- NEO-MGA-T, NEO-GRC (revisiones de los primeros modelos)[18]
- NEO-B1, LSPC2-A2 (revisiones en modelos posteriores)[18][19]

#### Sistema AES
- NEO-B1, LSPC2-A2[18][19]

#### Sistema Neo-Geo CD
- NEO-GRC, NEO-OFC[18][19]
- NEO-GRZ (utilizado en el modelo CDZ y en algunas revisiones del arcade MVS)[18][19]

Aspectos generales:
- Resolución de pantalla: 320x224 en modo NTSC y 320x256 en modo PAL[6]
- Paleta de colores: 65.536[6][7]
- Máximos colores simultáneos en pantalla: 4.096[6][7]
- Máximos sprites simultáneos en pantalla: 380[6]
- Tamaño mínimo de los sprites: 1x2[6]
- Tamaño máximo de los sprites: 16x512[6]
- 3 planos de scroll simultáneos[6]
- Relación de aspecto: 4:3[6]

### Almacenamiento
RAM interna:
- RAM de trabajo: 64 KB[6][7]
- RAM de video: 68 KB[6][7]
- RAM del Z80: 2 KB[6][7]

Tarjetas de memoria: 8kb o de 68-pin de la especificación de memoria JEIDA ver.3.

### Alimentación
- Fuente: 5 V DC (sistemas más antiguos y Neo-Geo mini) y 9 V DC (sistemas más nuevos)[15]
- Consumo: 8 W (5 W en sistemas más nuevos)[15][7]

### Dimensiones
- Consola: 325 mm (ancho) x 237 mm (profundidad) x 60 mm (altura)[7]
- Controlador (AES): 280 mm (ancho) x 190 mm (profundidad) x 95 mm (altura)[7]

## Apoyo de empresas Third-party
Durante los primeros años de existencia del sistema en el mercado, tuvo algún apoyo por alguna compañía en la creación de algunos de sus títulos (la mayoría de origen japonés); cabe mencionar que hubo algunas compañías que solo desarrollaban y publicaban juegos exclusivamente para la Neo-Geo, que por consecuencia también acarrearon los problemas económicos que tenía SNK en el 2001 y tuvieron que desaparecer por quiebra económica, aunque otras compañías también desaparecieron por situaciones desconocidas o distintas, también hay que mencionar que algunas de esas compañías no se sabe muy bien de su existencia actualmente. Aun así los derechos de esos juegos fueron recuperados y lo mantiene todavía la compañía SNK Playmore (excepto en algunos países). Aunque casi todos los juegos tuvieron una considerable aceptación y popularidad por parte de los aficionados a los videojuegos; algunos últimos títulos publicados en los últimos años de aporte al sistema no lo fueron. A continuación se menciona las empresas o compañías que aportaron algún juego o título para el sistema Neo-Geo (incluido algunos datos):
- Alpha Denshi (renombrado después a ADK, cerró sus puertas en 2003)[20]
- Aicom (Fue renombrada a Yumekobo en 1996 poco después de pasar a formar parte de Sega)[20]
- Aiky (Cerró sus puertas en 2003)[20]
- Data East (Cerró sus puertas en 2003 por bancarrota)[20]
- Eolith (Existente hasta el 2008 cuando se fusionó con una compañía llamada M-Dream)[20]
- Evoga (Cerró sus puertas en 2004 por bancarrota)[20]
- Hudson Soft (Comprada por Konami en 2011, oficialmente dejó de existir al año siguiente)[20]
- Mega Enterprise (Compañía subsidiaria de Eolith)
- Monolith (Aún en activo)[20]
- Nazca Corporation (Formada de exempleados de la compañía Irem, fue comprada en 1996 por la propia SNK)[20]
- NMK (Mantuvo sus operaciones hasta el 1996, cerró sus puertas 3 años después)[20]
- Noise Factory (Terminó sus operaciones en 2011, después de desarrollar la última secuela de Sonic Blast Man de Taito en 2010)[20]
- Psikyo (Fue creada por algunos exempleados de la compañía Video System, aún en activo)[20]
- Sammy (Forma parte de Sega)
- Saurus
- Sunsoft (Aún en activo)[20]
- Technos (Cerró sus puertas en 1996 por bancarrota, Arc System Works obtuvo sus derechos de propiedad intelectual en 2015)[20]
- Tecmo (Se fusionó el 2010 con KOEI para renombrarse a Koei Tecmo)[20]
- Yumekobo
- Yuki Enterprise (La crearon algunos empleados de SNK que desarrollaron Samurai Shodown en 2006, pasó a llamarse a Examus Inc.)[20]
- Taito (Aún en activo)[20]
- Visco (Aún en activo)[20]
- Viccom (Cerró sus puertas en 2003 por bancarrota)[20]
- Video System (Cerró sus puertas en 2001)[20]

Para saber más sobre el apoyo de las empresas third-party al sistema Neo-Geo, véase en el apartado Referencias.

## Curiosidades
- Neo-Geo es un sistema que en la actualidad puede ser emulado en los siguientes sistemas: PC - Xbox - Wii - Nintendo DS - PSP - Nintendo Switch - Android - iOS (con jailbreak) -PS3.
- Algunos juegos de Neo-Geo fueron convertidos para las consolas Megadrive y SNES. Aunque algunas versiones fueron buenas, los resultados mostraban las enormes diferencias técnicas entre Neo-Geo y otros sistemas de 16 bits domésticos.
- La primera y segunda hornada de consolas de 32 bits no consiguió igualar a Neo-Geo en juegos 2D. Se efectuaron conversiones a PlayStation que tenían restricciones de programación (disminución del tamaño de los luchadores, pérdida de fotogramas de animación, falta de detalles en los escenarios,...). Las conversiones a Sega Saturn fueron de mayor calidad aunque fue necesario el uso de un cartucho RAM adicional.
- No fue hasta la llegada de la consola de 128 bits de Sega (Dreamcast) cuando se consiguieron conversiones perfectas de los juegos de Neo-Geo. Esto debido al aumento de memoria RAM de ésta consola.
- Además de ser conocida como competencia principal de sistemas potentes de arcade de 16bits como la CPS 2 de Capcom, existía otro sistema que competía con la Neo Geo, la PGM (PolyGame Master) de la compañía tawainesa IGS. Este sistema tenía elementos o aspectos técnicos muy parecidos a la Neo Geo con la excepción de un chip de sonido diferente de 32 canales y el mismo CPU, pero más potente. Los juegos para este sistema eran muy parecidos a los desarrollados por la de SNK, por ejemplo, el juego Demon Front tenía aspectos de jugabilidad y gráficos muy parecidos a la de Metal Slug. Al final este sistema de arcade no tuvo el éxito deseado por ser comercializado en un tiempo tardío, ya que este sistema salió en 1997, no fue hasta el año 2000 cuando los juegos fueron desarrollados en mayor cantidad. La PGM fue un sistema de videojuegos muy popular únicamente en el mercado asiático.
- Se le considera en la primera consola en usar Memory Card[21]

## Desventajas frente a sus rivales
Pese a que esta consola fue la más potente en líneas generales de su generación ciertos aspectos de su hardware eran inferiores a la competencia:
1. Al igual que ocurría con las placas recreativas de Capcom CPS1 y CPS2, Neo Geo no podía realizar transparencias por hardware mientras que SNES sí. Algunos juegos donde aparecen trozos de hielo que dejan entrever animaciones de fondo no son más que réplicas del mismo gráfico con un tono azulado de color.
2. El máximo número de jugadores simultáneos era de dos mientras que Megadrive y SNES aumentaban esa cifra hasta cuatro y cinco utilizando adaptadores.[7]
3. Los juegos estaban limitados a cuatro botones de acción. Algunas placas arcade competidoras, Megadrive y SNES podían manejar hasta seis, o incluso ocho en recientes títulos arcade.[20]
4. La consola no podía manejar polígonos. Megadrive y SNES pudieron utilizando chips especiales en sus cartuchos. Con todo, es justo matizar que Neo Geo, gracias a su potente procesador principal y el resto de microprocesadores de apoyo, podría haber lidiado con juegos que mezclaran polígonos con sprites, e incluso juegos poco complejos a nivel poligonal, de hecho la propia Megadrive demostró ser capaz de esto, con juegos como "Red Zone" o "Muhammad Ali Heavyweight Boxing price" entre otros. Super Nintendo, al estar especializada en gráficos bidimensionales no destacó tanto en esta faceta al ser menos 'versátil', la razón es que su procesador principal aunque potente, no es veloz, y todos sus procesadores de apoyo están dirigidos en su mayoría a trabajar en dos dimensiones, o dicho de otro modo: no están pensados para cálculo matemático puro. Aun así, hay juegos que muestran polígonos de bella factura, un buen ejemplo es "Star Trek Starfleet Academy"
5. Neo-Geo no poseía otro tipo de controles fuera del estándar o de mahjong, como la pistola. Megadrive tenía el Menacer y SNES el Nintendo Scope.

## Coleccionismo
Existe un próspero panorama en el campo del coleccionismo para los sistemas caseros de la Neo-Geo, principalmente debido a la escasa tirada que tuvieron algunos cartuchos, y la reputación que tiene sobre su gran capacidad para juegos en dos dimensiones. Es común tanto para juegos como para consolas alcanzar grandes precios en sitios de subastas por Internet como eBay.
Algunos juegos de Neo-Geo se pueden descargar en diferentes consolas actuales a través del servicio de Consola Virtual y en la PS3 a través de PlayStation Network, a su vez existen conversiones también para Xbox 360 para Xbox Live Arcade.

## Juegos lanzados para Neo-Geo
Véase el wiki Anexo:Videojuegos para Neo-Geo.

## Otros sistemas Neo-Geo
Varias consolas fueron creadas basándose en el mismo hardware que el empleado por los juegos arcade, además de portátiles bajo el nombre de Neo-Geo Pocket, Neo-Geo Pocket Color y Neo-Geo X.

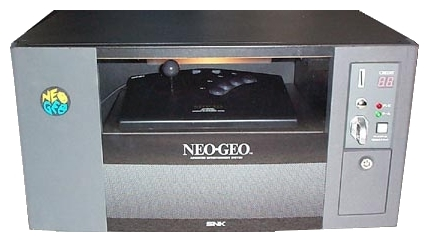
Neo-Geo Hotel Unit
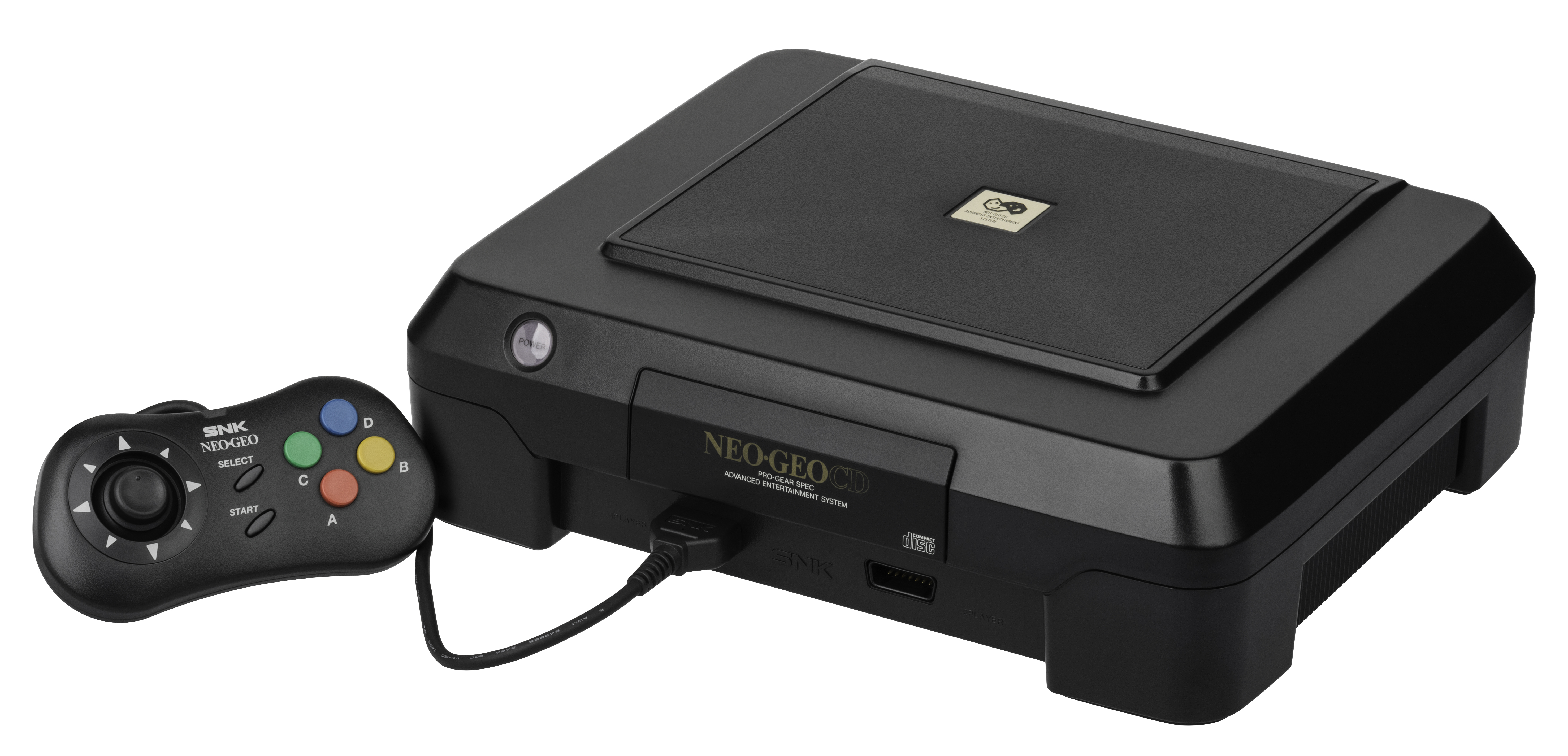
Neo Geo CD de carga frontal
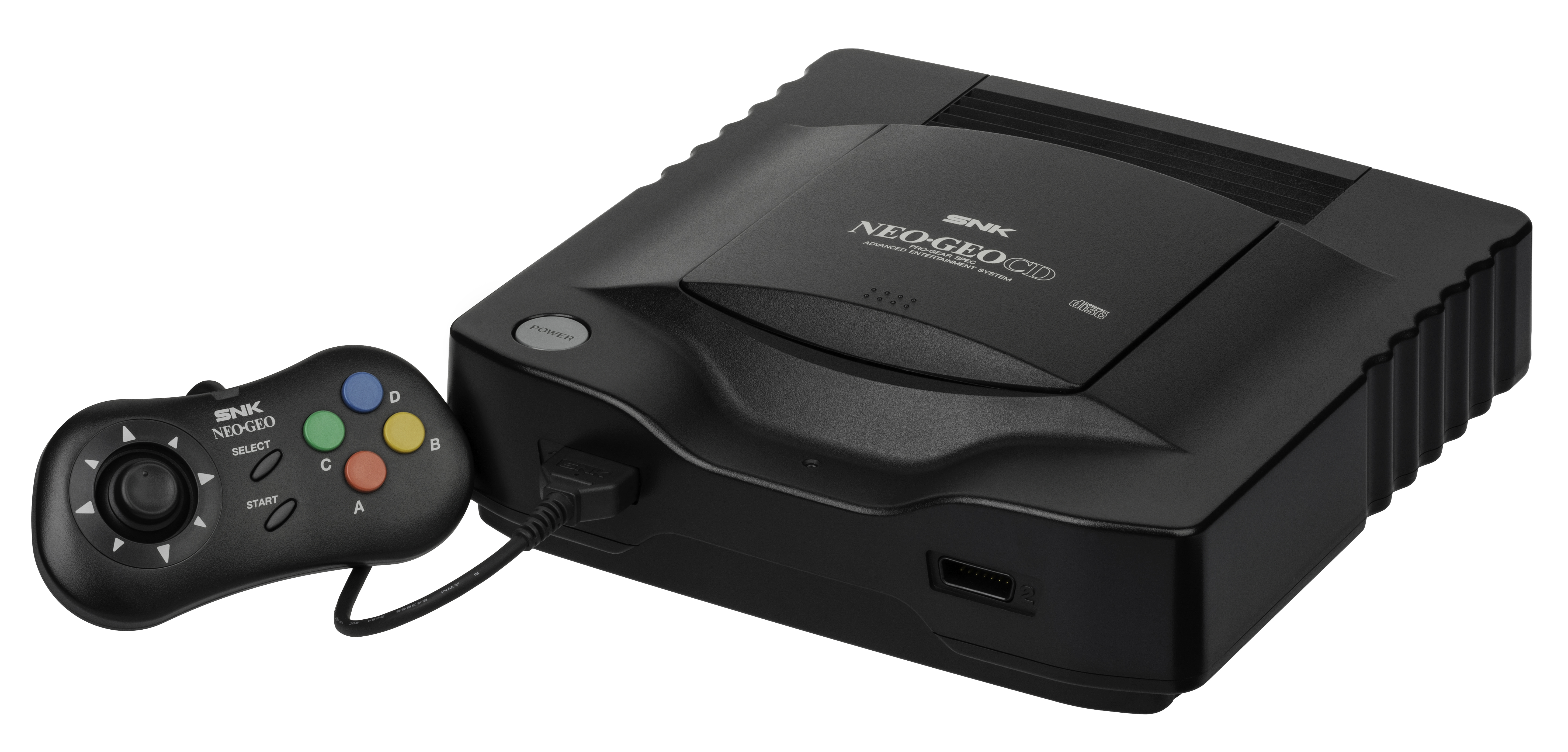
Neo Geo CD de carga superior
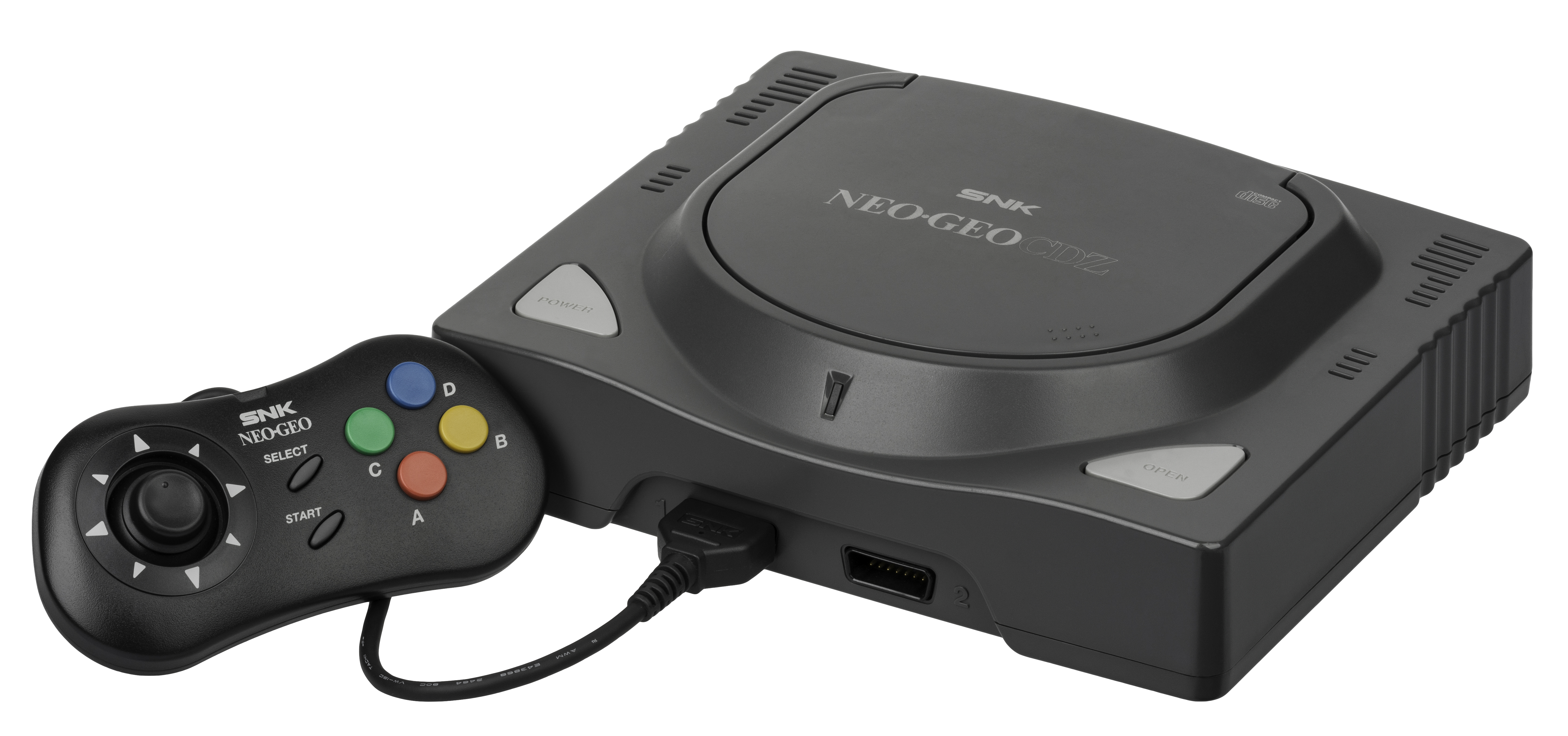
Neo Geo CDZ
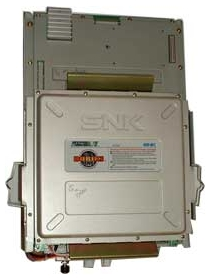
Hyper Neo Geo 64
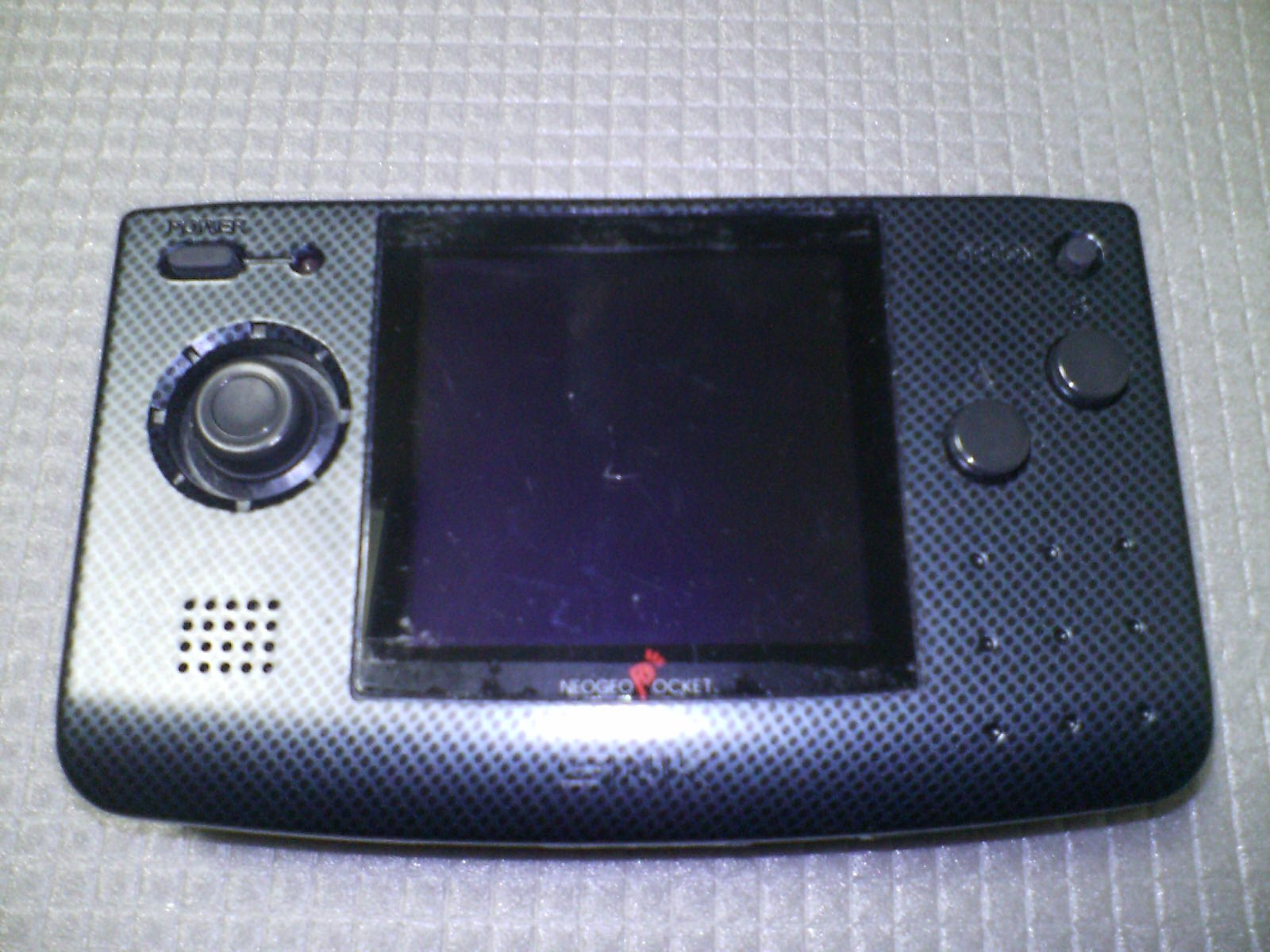
Neo Geo Pocket
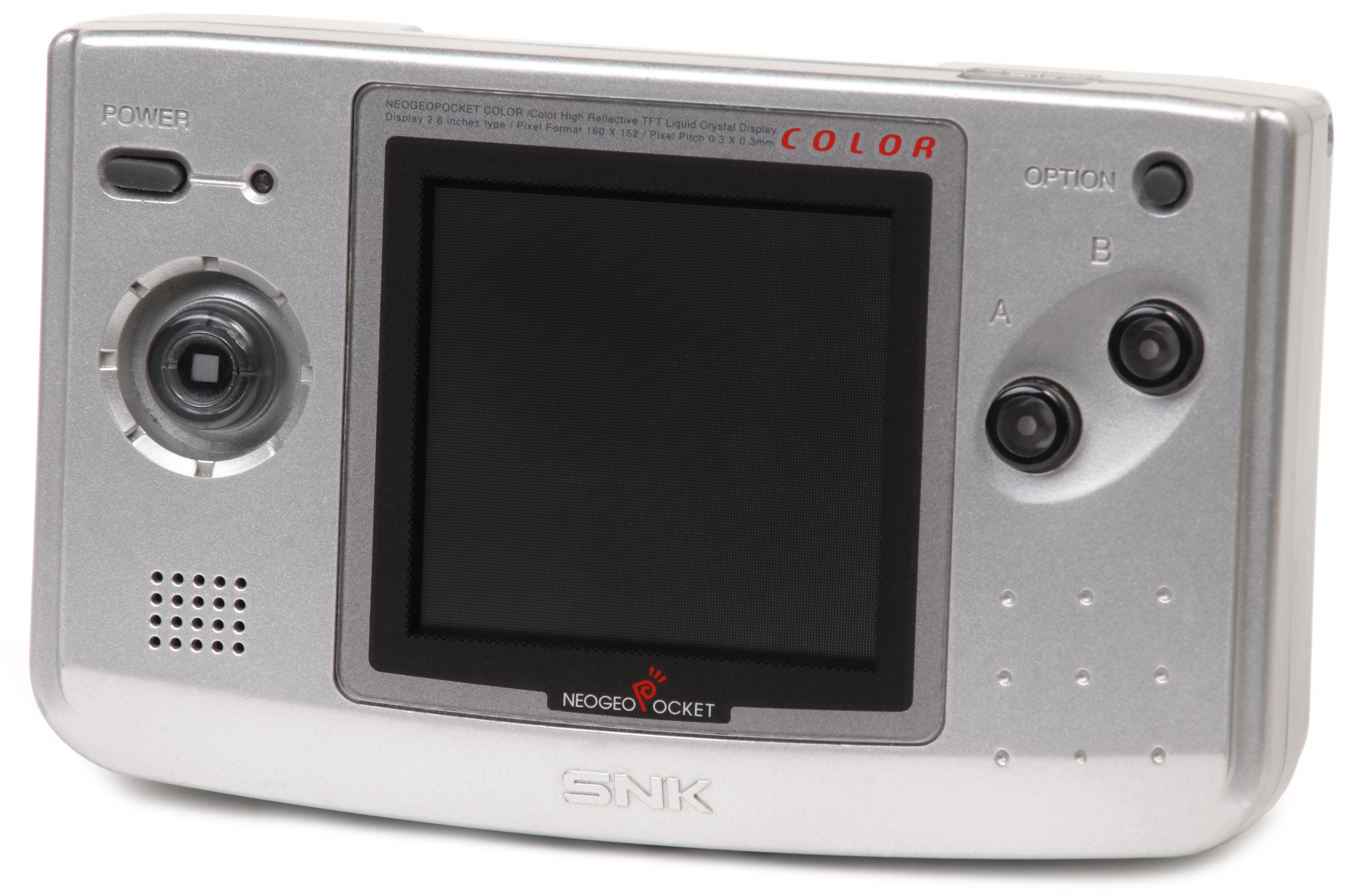
Neo Geo Pocket Color

### En español
- culturaneogeo.com. Página dedicada exclusivamente al sistema Neo-Geo e información extra.
- Mercafriki.com/Neogeospain.com. Comunidad gestionada por los creadores de la desaparecida neogeospain. Artículos sobre Neo-Geo en su blog y disponen de una tienda con bastante material de Neo-Geo.

### En inglés
- Museo NEO GEO (opcionalmente, disponible en japonés).
- Neogeox.com. Página oficial de la nueva consola portátil del sistema con información del precio y su distribución.
- Neo-geo.com

- Datos: Q1054350
- Multimedia: Neo-Geo / Q1054350